# Gangloffsömmern
Gangloffsömmern är en kommun och ort i Landkreis Sömmerda i förbundslandet Thüringen i Tyskland.
Kommunen ingår i förvaltningsgemenskapen Straußfurt tillsammans med kommunerna Haßleben, Riethnordhausen, Schwerstedt, Straußfurt, Werningshausen och Wundersleben.